# Eustichium
Eustichium là một chi rêu trong họ Bryoxiphiaceae.